# Лю Вень
Лю Вень (кит. спр. 刘雯, піньїнь: Liú Wén; нар. 27 січня 1988) — китайська супермодель. У 2013 році першою з азійських моделей увійшла до списку найвисокооплачуваніших моделей світу за версією Forbes, зайнявши 5-те місце; у 2014 році посіла сьому позицію.

## Життєпис
Народилася 27 січня 1988 року у місті Юнчжоу єдиною дитиною в сім'ї. 

## Кар'єра
У 2005 році Лю Вень взяла участь у конкурсі New Silk Road World Model Contest і незабаром стала працювати на подіумі. У 2007 році потрапила в поле зору Карла Лагерфельда після зйомки для китайського каталогу його торговельної марки. У 2008 році переїхала в Париж і підписала перший професійний контракт, в цьому ж році дебютувала на міжнародному подіумі на тижні високої моди в Парижі, продефілювавши для Burberry. У 2009 році стала першою азійською моделлю, яка взяла участь у підсумковому показі Victoria's Secret. У 2010 році, з 70 показами, стала другою по затребуваності моделлю світу після француженки Констанс Яблонскі. У червні 2014 року сайт models.com визнав Лю Вень новою супермоделлю. На кінець 2014 року Лю Вень, на сторінку якої у Weibo були підписані 8 800 000 осіб, була топ-моделлю з найбільшою підтримкою у соціальних медіа.
У різний час Лю Вень брала участь в показах: Chanel, Thierry Mugler, Balmain, Vionnet, Nina Ricci, Givenchy, Gucci, Derek Lam, Michael Kors, DKNY, Proenza Schouler, Oscar de la Renta, Jason Wu, Sportmax Code, Etro, Dolce & Gabbana, Francesco Scognamiglio, Kenzo, Hermès, Stella McCartney, Anthony Vaccarello, Paco Rabanne, Guy Laroche, Gareth, Louis Vuitton, Lanvin, Alberta Ferretti, Alexander McQueen, Anna Sui, Balengiaga, Barbara Bui, Cacharel, Carlos Miele, Carolina Herrera, Gap, Isaac Mizrahi, Jean Paul Gaultier, l'wren Scott, Marc by Marc Jacobs, Matthew Williamson, Moschino, Naeem Khan, Narciso Rodriguez, Nicole Miller, Ohne Titel, Peter Som, Pollini, Rad Hourani, Rag & Bone, Ralph Lauren, Reem Acra, Richard Chai, Roberta Scarpa, Roberto Cavalli, Sari Gueron, Vera Wang та інші.
У 2009, 2010, 2011 2012 роках була запрошена на підсумкові покази Victoria's Secret.